# Obština Brezovo
Obština Brezovo (bulharsky Община Брезово) je bulharská jednotka územní samosprávy v Plovdivské oblasti. Leží ve středním Bulharsku v pohoří Sredna gora, její jižní část zasahuje do Hornothrácké nížiny. Správním střediskem je město Brezovo, kromě něj obština zahrnuje 15 vesnic. Žije zde přes 5 tisíc stálých obyvatel.

## Sídla
| - Babek - Borec - Brezovo (sídlo správy) - Čechlare - Čoba - Drangovo | - Otec Kirilovo - Pădarsko - Rozovec - Sărnegor - Strelci - Svežen | - Ťurkmen - Vărben - Zelenikovo - Zlatosel |

## Sousední obštiny
| Růžice kompasu | Karlovo    |                 | Pavel Baňa      | Růžice kompasu |
| Růžice kompasu | Kalojanovo | Sever           | Braťa Daskalovi | Růžice kompasu |
| Růžice kompasu | Kalojanovo | Obština Brezovo | Braťa Daskalovi | Růžice kompasu |
| Růžice kompasu | Kalojanovo | Jih             | Braťa Daskalovi | Růžice kompasu |
| Růžice kompasu | Rakovski   |                 |                 | Růžice kompasu |

## Obyvatelstvo
V obštině žije 5 514 stálých obyvatel a včetně přechodně hlášených obyvatel 6 380. Podle sčítáni 1. února 2011 bylo národnostní složení následující:
- Bulhaři: 5 695 (83.0 %)
- Romové: 1 094 (15.9 %)
- Turci: 34 (0.5 %)
- ostatní: 36 (0.5 %)